# Samuel Mudd

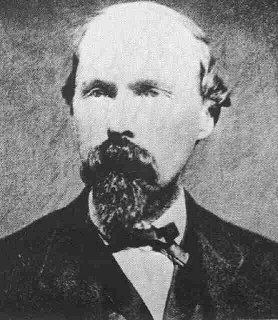
Samuel Mudd

Samuel Alexander Mudd (* 20. Dezember 1833 im Charles County, Maryland; † 10. Januar 1883 ebenda) war ein US-amerikanischer Arzt, der den Attentäter von US-Präsident Abraham Lincoln, John Wilkes Booth, medizinisch behandelte und infolgedessen der Mitverschwörung angeklagt wurde.

## Jugend und Ausbildung
Samuel, wie er allgemein genannt wurde, kam als viertes von zehn Kindern des Plantagenbesitzers Henry Lowe Mudd und seiner Frau Sarah Ann Reeves zur Welt. Die Oak Hill genannte große Farm lag ungefähr 30 Meilen von Washington, D.C. entfernt. Nach dem Absolvieren des Georgetown College schrieb sich Mudd an der University of Maryland ein.
Nach dem erfolgreichen Abschluss 1856 kehrte er in das Charles County zurück, wo er zunächst als Arzt praktizierte, bevor er seine Jugendliebe, Sarah Dyer, am 26. November 1857 heiratete und seine eigene Farm bei Bryantown kaufte. Aus der Ehe gingen neun Kinder hervor.

## Verwicklung in das Attentat
Mudd war schon immer ein Befürworter der Sklaverei gewesen und hatte die Armee der Konföderierten während des Sezessionskrieges unterstützt. Er war bekannt als aktiver Anhänger der Südstaaten.
Dies brachte ihn in Verbindung mit John Wilkes Booth, den er am 13. November 1864 zum ersten Mal traf, und dies mag ihn auch in Verbindung mit der Verschwörung, Lincoln zu ermorden, gebracht haben. Nach dem Attentat auf den Präsidenten am 14. April 1865 brach sich Booth während der Flucht aus dem Theater das linke Wadenbein. In Begleitung von David Herold erreichte Booth am folgenden Tag Mudds Haus. Der Arzt fixierte die Knochen, schiente und bandagierte das Bein und rief nach einem Schreiner, um dem Verletzten ein paar Krücken zu besorgen.

## Anklage, Verurteilung und Gefangenschaft
Später nahmen die Polizeibehörden Mudd unter der Anklage der Verschwörung und Ermordung Lincolns gefangen. Während des Prozesses leugnete Mudd, dass er Booth bei der Behandlung wiedererkannt habe, was nicht unbedingt zu seiner Glaubwürdigkeit beitrug.
Am 1. Mai 1865 ordnete der neue Präsident, Andrew Johnson, eine Untersuchungskommission von neun Offizieren an, welche die Verbrechen der Verschwörer zu untersuchen hatten. Der eigentliche Prozess begann am 10. Mai: Mary Surratt, Lewis Powell (oft auch unter dem Namen Lewis Payne zu finden), George Atzerodt, David Herold, Samuel Mudd, Michael O’Laughlin, Edman Spangler und Samuel Arnold wurden alle der Verschwörung mit dem Ziel, Lincoln zu ermorden, angeklagt.
Am 29. Juni 1865 befand man Mudd der Mitverschwörung schuldig. Nur um eine Stimme entging er der Todesstrafe und wurde zu lebenslanger Inhaftierung verurteilt. Während vier andere der Angeklagten in Washington am 7. Juli 1865 gehängt wurden, gingen Mudd und drei weitere in das Gefängnis von Fort Jefferson. Als dort 1867 Gelbfieber ausbrach, starb der Gefängnisarzt. Mudd erklärte sich bereit, dessen Position zu übernehmen. Es gelang ihm, eine weitere Ausbreitung der Epidemie zu verhindern und zahlreiche Soldaten erfolgreich zu behandeln. Auch aufgrund dieser Leistung kam es danach zu seiner Begnadigung.

## Begnadigung und Resozialisierung
Bereits am 1. März 1869 begnadigte Andrew Johnson den Arzt, was den Präsidenten erneut dem Vorwurf aussetzte, im Zuge seiner Versöhnungspolitik gegenüber dem Süden nach dem Krieg die Interessen des Nordens zu vernachlässigen.
1877 bewarb er sich als Mitglied der Demokraten vergeblich um ein Mandat im Abgeordnetenhaus von Maryland. Bereits im Alter von 49 Jahren starb Mudd an einer Lungenentzündung.

## Sonstiges
- Sein Enkel Richard Mudd (1901–2002) arbeitete zeitlebens daran, ihn vom Stigma des Mitverschwörers zu befreien.
- Die amerikanische Redewendung „His name is mud“ (eigentlich: „Sein Name ist Schlamm“, aber im übertragenen Sinne eher: „Sein Name ist Dreck“), um getreu dem Motto nomen est omen den Namen der fraglichen Person buchstäblich in den „Dreck zu ziehen“, ist entgegen früheren Hinweisen in keinem Zusammenhang mit Mudd zu sehen. Dennoch tauchte die Redewendung im reißerischen Titel eines Buches[1] leicht abgewandelt wieder auf, das relativ erfolgreich die Rehabilitierungsversuche der Familie Mudds zu kontern versuchte.

## Verfilmungen
- 1936 verfilmte Regisseur John Ford unter dem Titel The Prisoner of Shark Island (deutscher Titel: Der Gefangene der Haifischinsel) die Geschichte Mudds (gespielt von Warner Baxter) vom Attentat bis zum Ende seiner Gefangenschaft. Die Handlung stimmt allerdings an vielen Stellen mit den historischen Tatsachen überhaupt nicht überein und stellt Mudd komplett als unschuldiges Opfer dar.
- Ferner gab es 1980 noch eine TV-Verfilmung (The Ordeal of Dr. Mudd) mit Dennis Weaver als Mudd.

## Belege
1. ↑  Edward J. Steers: His Name Is Still Mudd: The Case Against Doctor Samuel Alexander Mudd, 1997.

| Personendaten    | Personendaten                               |
| ---------------- | ------------------------------------------- |
| NAME             | Mudd, Samuel                                |
| ALTERNATIVNAMEN  | Mudd, Samuel Alexander (vollständiger Name) |
| KURZBESCHREIBUNG | US-amerikanischer Arzt                      |
| GEBURTSDATUM     | 20. Dezember 1833                           |
| GEBURTSORT       | Charles County, Maryland                    |
| STERBEDATUM      | 10. Januar 1883                             |
| STERBEORT        | Charles County, Maryland                    |